# Toyoo Itō

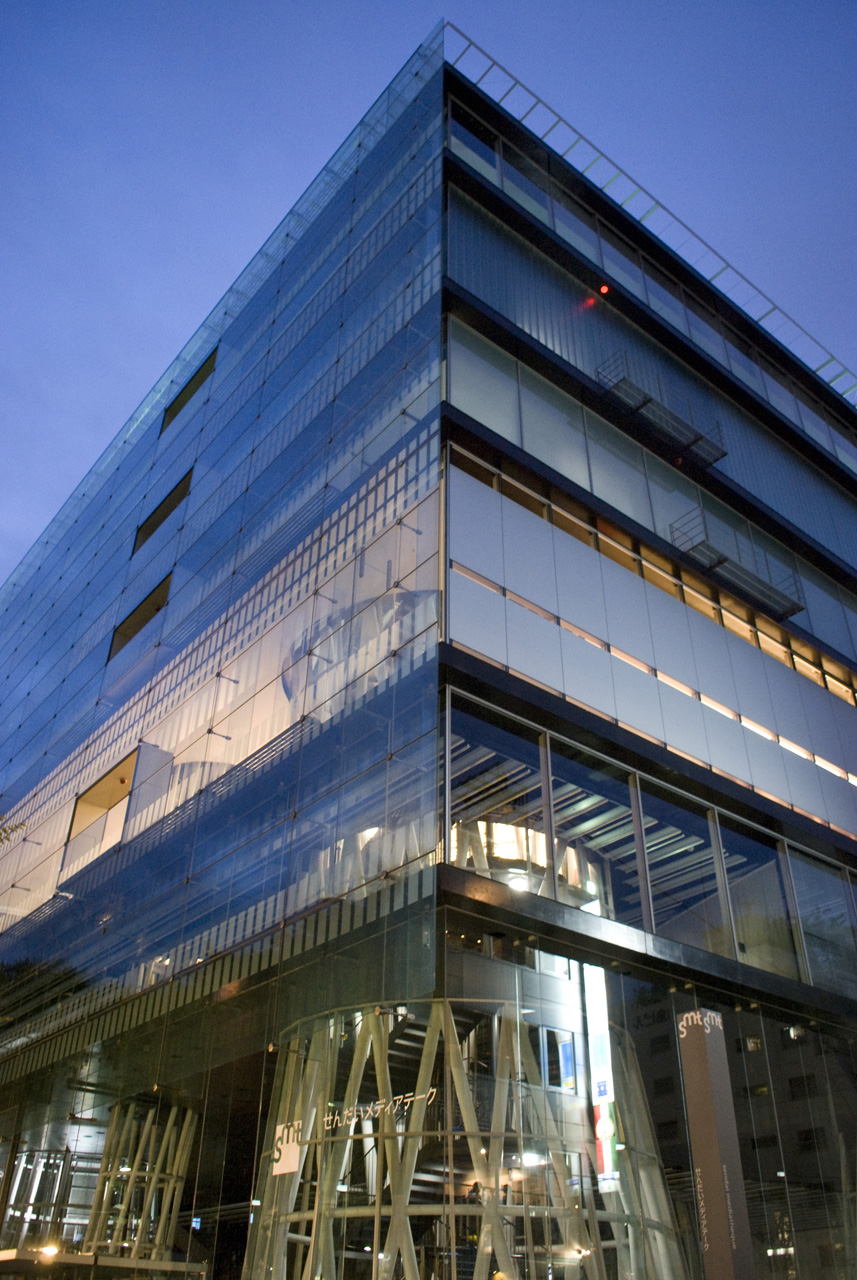
Mediateca de Sendai, Japón. Inaugurado en 2001.

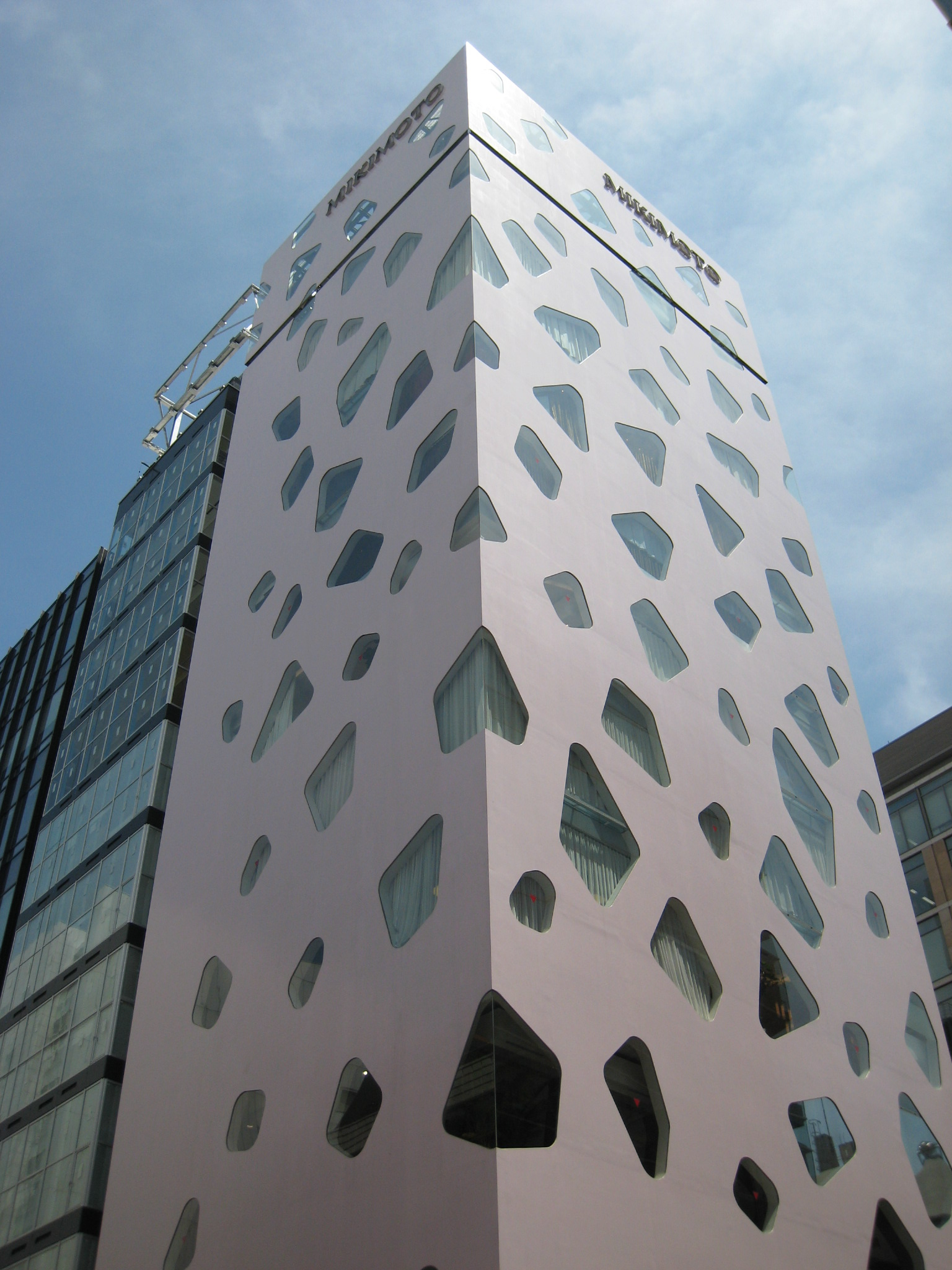
Mikimoto Ginza 2, Japón, 2005.

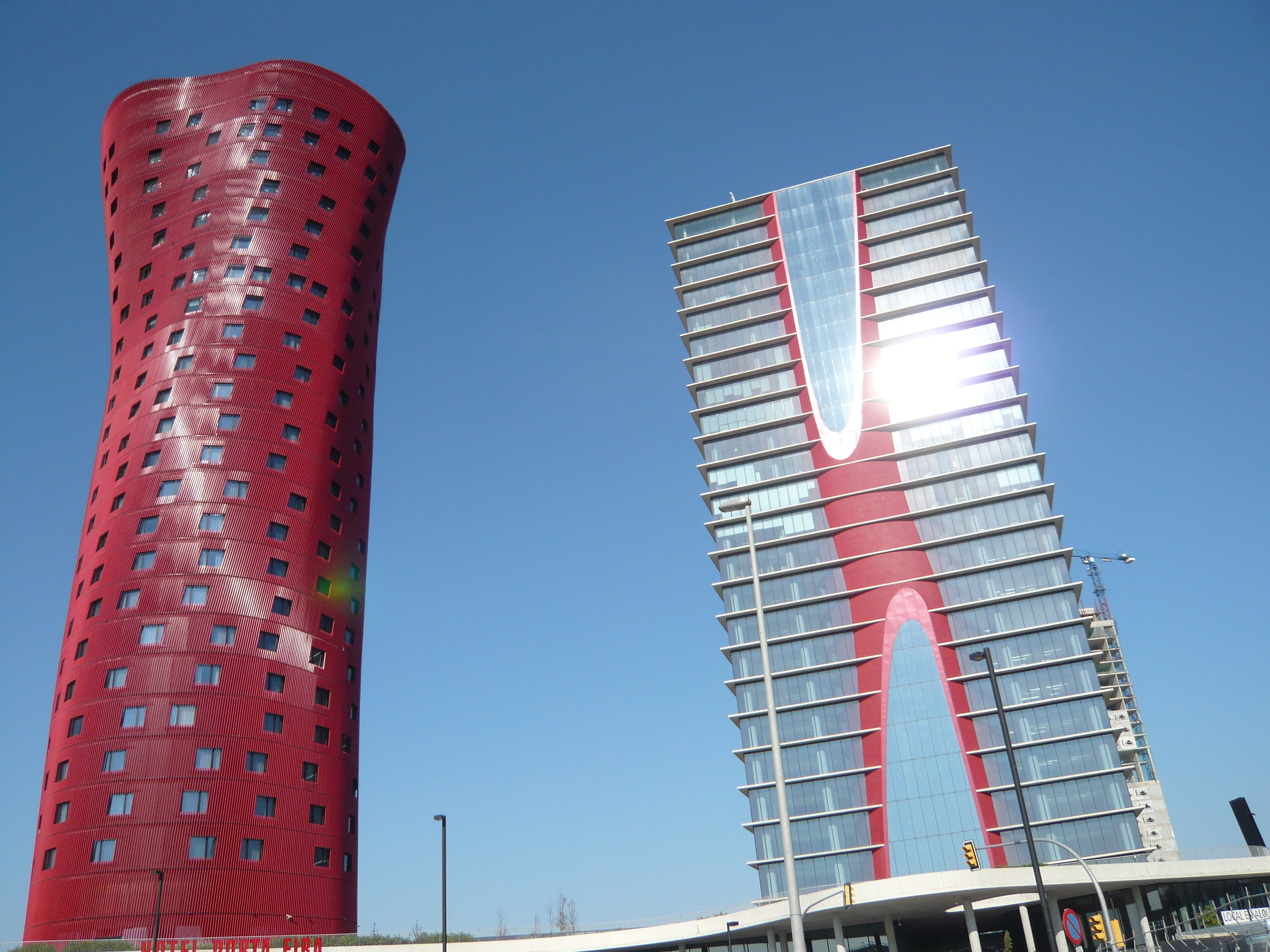
Torre Realia BCN y Hotel Porta Fira, Hospitalet de Llobregat, Barcelona (2009)

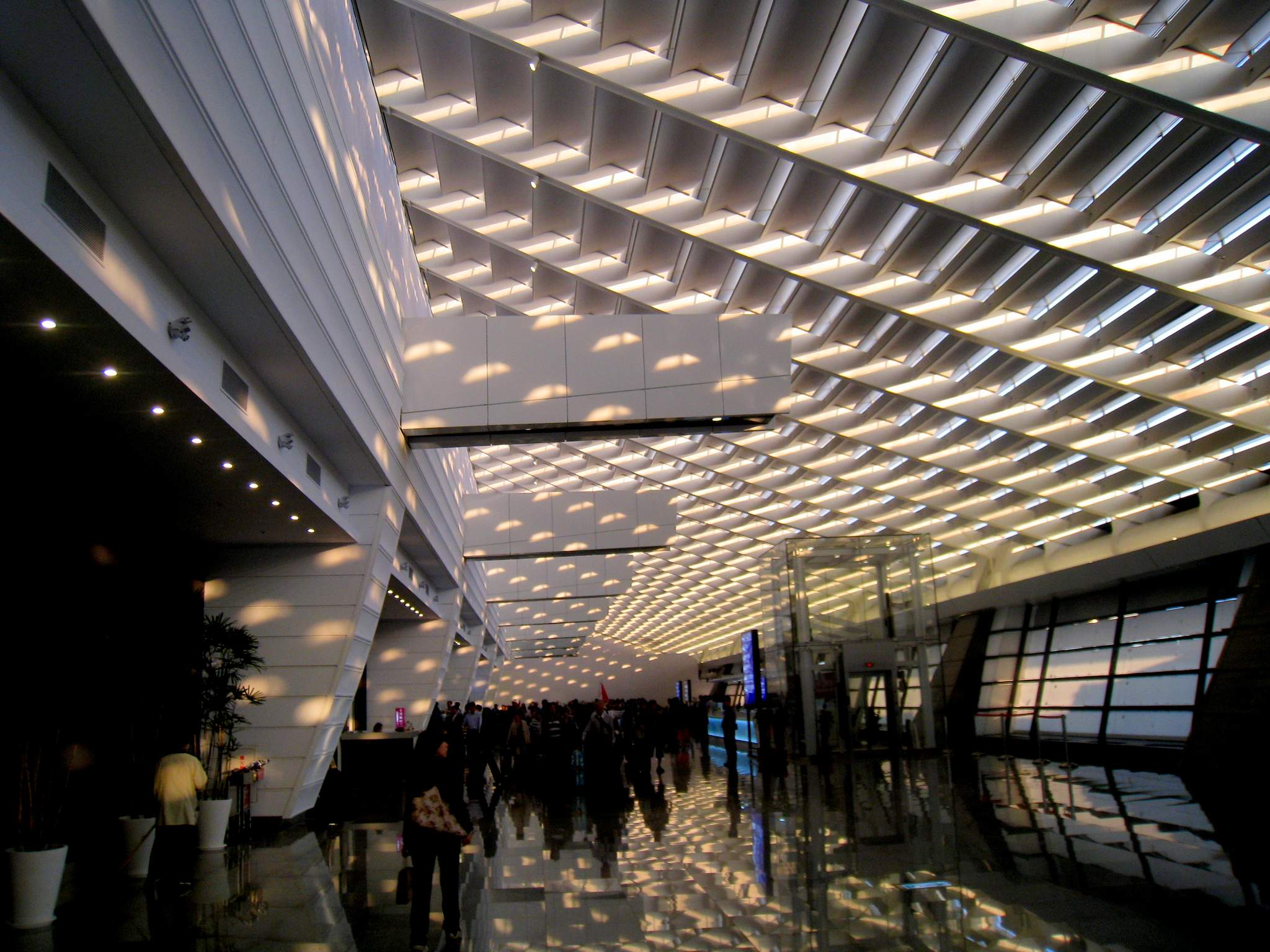
Aeropuerto Internacional de Taoyuan, Taiwán

Toyoo Itō (伊東 豊雄 Itō Toyo'o?) (Seúl, 1 de junio de 1941) es un arquitecto japonés. Es considerado «uno de los arquitectos más innovadores e influyentes del mundo». El 17 de marzo de 2013 fue galardonado con el premio Pritzker, la distinción más importante en el mundo de la arquitectura.

## Biografía
Nació en Keijō (actual Seúl, Corea del Sur) durante el periodo de ocupación colonial japonesa y se graduó de la Universidad Nacional de Tokio en 1965. Trabajó durante 4 años en la oficina de Kiyonori Kikutake Arquitectos y Asociados, más tarde abre su propia oficina llamada "Urbot" (Urban Robot) en 1971, en Tokio. En 1979, el estudio cambia su nombre al de Toyo Ito & Associates, Architects. Con el cambio inicia un periodo de expansión y difusión internacional. En la actualidad alterna una vida con un fuerte contenido lúdico, dedica parte de su tiempo a la práctica del golf, y una carrera como arquitecto global.

## Obra
Unos de sus primeros trabajos comprenden la Silver Hut y el mobiliario de la Chica Nómada de Tokio, en el cual trabajó la entonces colaboradora de su oficina Kazuyo Sejima. Su trabajo ha explorado la imagen física de la ciudad de la era digital. Tal como explica en escritos como El Jardín de Microchips. La imagen de la arquitectura en la era microelectrónica o Hacia la arquitectura del viento, la experiencia urbana propia de la ciudad contemporánea que acontece en dos espacios de referencia. Un espacio físico convencional y un conjunto de espacios virtuales en los que gran parte de las expectativas, sensibilidades e intereses urbanos se administran. El espacio físico cumple además la función de dar acceso al espacio o espacios virtuales.
Muchos de sus trabajos buscan disolver el mundo físico con el virtual. Trata con tópicos que incluyen la noción contemporánea de una "ciudad simulada".
Una de sus obras más importantes, la Mediateca de Sendai, explora las estructuras de conexión y producción de conocimiento actuales. En un soporte que busca la integración estructural, con un tratamiento original a los soportes verticales, los cuales pretenden la apariencia vegetal dentro de un medio acuático.
Por su obra, recibió en marzo de 2013 el premio Pritzker, considerado el «Nobel de Arquitectura».
En 2016 y 2017, fue miembro del jurado mundial del Prix Versailles.

## Principales obras
- Casa de Aluminio, Kanagawa, Japón 1971
- Casa en Nakano - White U, Tokio, Japón 1976
- Casa Silver Hut (vivienda del arquitecto), Tokio, Japón 1984
- Torre de los Vientos. 1.er premio, Yokohama, Japón 1986
- Museo Municipal de Yatsushiro, Yatsushiro, Japón 1991
- Estación de Bomberos en Yatsushiro, Yatsushiro, Japón 1995
- Mediateca de Sendai. 1.er premio, Sendai, Japón 1994-2001
- Cúpula en Odate. 1.er premio, Odate, Japón 1997
- Apartamentos Shinonome Canal Court Bloque 2, Tokio, Japón 1999-2003
- Hospital Cognacq-Jay. 1.er premio, París, Francia 1999
- Pabellón para la Expo 2000, Hannover, Alemania 2000
- Pabellón Brujas 2002, Brujas, Bélgica 2002
- Pabellón de la Serpentine Gallery 2002, Londres, Reino Unido 2002
- Parque de la Relajación en Torrevieja, Torrevieja, España 2002
- Edificio TOD'S Omotesando, Tokio, Japón 2002-2004
- Vivocity (Frente Marítimo y Centro Comercial), Singapur, Singapur 2003
- Edificio Mikimoto Ginza 2, Tokio, Japón 2004
- Nueva Biblioteca para la Universidad de Arte de Tama, Hachioji, Japón 2004
- Ampliación de la Fira de Barcelona,[4] Hospitalet de Llobregat, España 2008
- Edificio Suites Avenue en Barcelona, España 2009
- Edificios Torres Fira (Hotel Porta Fira y Torre Realia BCN), Hospitalet de Llobregat, España 2009
- Museo Internacional Del Barroco, Puebla, México 2016
- Ópera Metropolitana de Taichung, Taichung, Taiwán 2016

## Premios
Toyo Ito ha ganado muchos premios, entre los que se incluyen:
- Architecture Institute of Japan Award por Silver Hut en 1986.
- Mainrich Art Award por el Yatsushiro Municipal Museum en 1992.
- IAA 'interach ‘97' Gran premio de la Unión de Arquitectos en Bulgaria Medalla de Oro en 1997.
- Premio del Ministerio de Educación Japonés, mención arte 1998.
- Arnold W. Brunner Memorial Prize en arquitecture de la Academia Americana de Artes y Letras en  2000.
- Medalla de Oro en el premio Japonés al diseño en 2001.
- Medalla de Oro del RIBA en 2006.[5]
- Medalla de Oro de Bellas Artes otorgada por el Círculo de Bellas Artes en 2009.[6]
- Praemium Imperiale en 2010.
- Premio Pritzker en 2013.

## Referencias

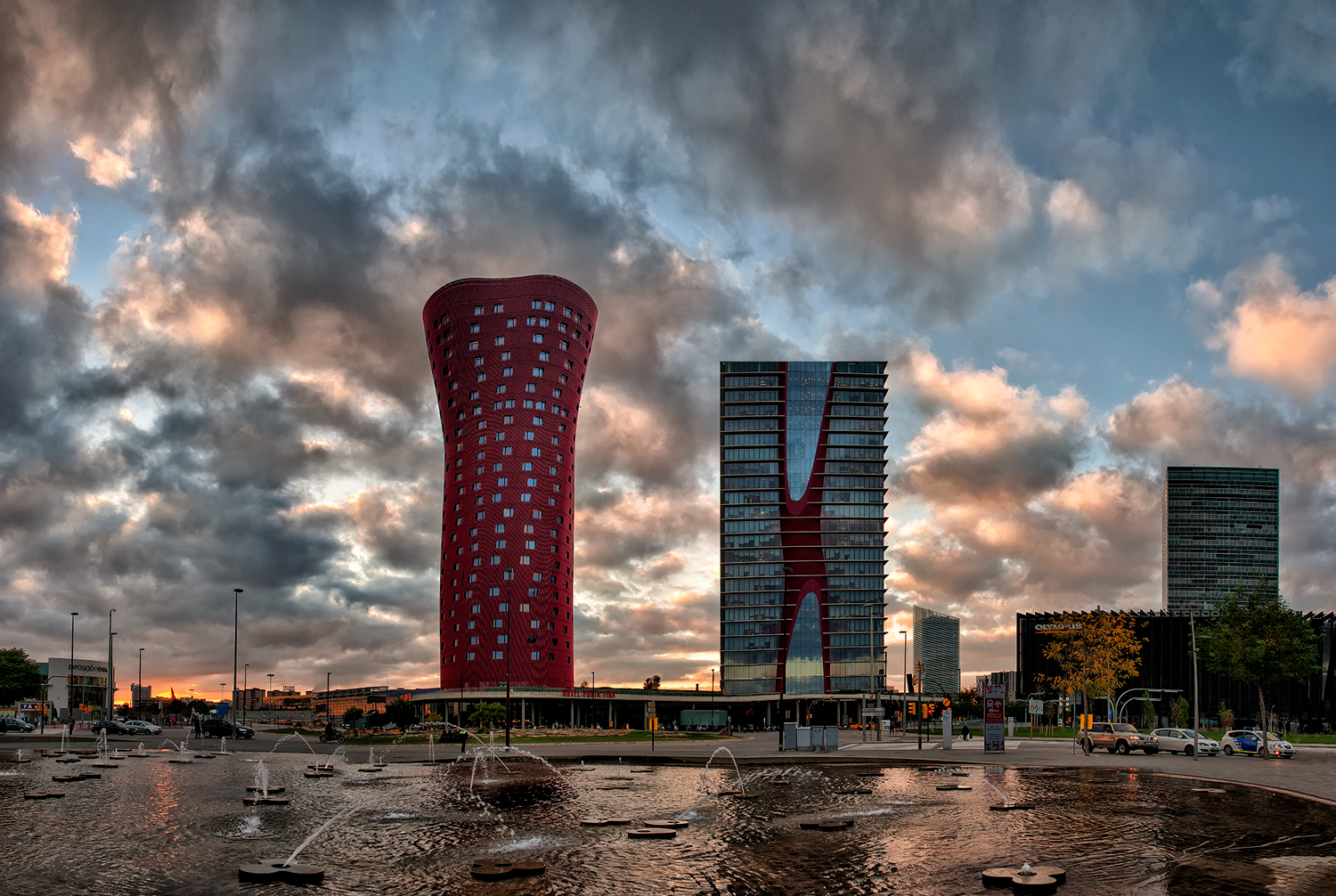
Hotel Porta Fira y Torre Realia BCN